# فرانک آیری
فرانک آیری (انگلیسی: Frank Airey؛ 1887 – تاریخ ورودی نامعتبر است) بازیکن فوتبال اهل بریتانیا بود.
از باشگاه‌هایی که در آن بازی کرده‌است می‌توان به باشگاه فوتبال گینزبورو ترینیتی اشاره کرد.